# Filmtipset
Filmtipset, alternativt Filmtipset.se, är Sveriges största filmcommunity som grundades av BitPal HB och lanserades år 2000. Dess huvudsakliga funktion har varit att presentera uträknade personliga betyg för användarna, ett slags förutsägelser om vad man kommer att tycka om filmer som man inte sett. Webbplatsen byggdes om från grunden 2019 och den nya versionen lanserades den 15 september 2019. Filmtipset ägs av företaget Adhype AB, som tidigare hette SESN AB.

## Drift
Filmtipset drivs delvis med hjälp av dedicerade användare, och finansieras med reklam. Till och med 2017 även med frivilliga medlemsavgifter.

## Tillgänglighet
Webbplatsen är anpassad för datorer och mobila enheter. Utöver webbplatsen fanns en tid även appar för Android och Iphone, skapade av medlemmar på Filmtipset.

## Användarfunktioner
Förutsagda betyg går ut på att användaren betygsätter filmer som den har sett (skala 1-5) och sedan automatiskt generera betyg som den förväntas sätta på andra filmer. Filmtipset använde ett rekommendationssystem för att automatiskt matcha användarens filmprofil mot andra användare med liknande filmprofil för att generera förväntade betyg för filmer som användaren inte betygsatt. En förutsättning för att få personliga filmtips och betyg som var pricksäkra var att användaren betygsatte många sedda filmer. Funktionen slutade fungera och 2019–2020 skapades en ny från grunden.
Användare med användarkonto får tillgång till en egen användarsida och kan bland annat betygsätta filmer, få personliga filmtips, skriva filmkommentarer och filmrecensioner, skapa filmpaket (listor), skicka interna meddelanden till andra användare, lägga in filmer i databasen samt diskutera film och annat i diskussionsforumet.
Tidigare innehöll webbplatsen även nyhetsartiklar, kolumner, listor med aktuella filmer på bio, DVD och TV, samt tävlingar med priser och omröstningar.

### Stödmedlem/plusmedlem
Genom att erlägga en frivillig månads- eller årsavgift kunde en registrerad användare bli så kallad "plusmedlem" (hette "stödmedlem" till och med hösten 2012) och därmed få tillgång till ytterligare funktioner samt undgå bannerreklam. Sedan januari 2018 går det inte längre att bli ny plusmedlem eller förlänga plusmedlemskapet. Inför nylanseringen av Filmtipset i september 2019 fick tidigare plusmedlemmar tillfälligt plusmedlemskap för att kunna spara personlig statistik. I samband med nylanseringen av Filmtipset avskaffades stödmedlemskap.

## Historia
Filmtipset introducerades våren 2000 (med domännamnet filmtipset.nu) och fick sin prägel i september 2001. Under den första tiden fanns endast möjlighet att betygsätta film och få uträknade betyg på ännu osedda filmer. Dessutom var inloggning obligatorisk de första åren.
I mars 2008 fick webbplatsen ny utformning, vilken inledningsvis var tillgänglig som betaversion i några månader.
I juli 2010 inleddes ett samarbete med Nyheter24 i syfte att få fler filmnyheter på Filmtipset. I samband med det infördes även en önskelista i forumet, där användare kunde ge förslag på hur Filmtipset kunde förbättras, diskutera och rösta för eller emot förslag. Resultatet från önskelistan låg till grund för Filmtipsets framtida förändringar.
I november 2012 stängdes önskelistan ned. Samma månad fick det frivilliga betalmedlemskapet ny prägel och namnet ändrades från "stödmedlemskap" till "plusmedlemskap".
Den 4 januari 2017 meddelades på webbplatsen att den skulle läggas ned helt den 31 mars 2017 om ingen var villig att ta över driften och kostnaderna. 23 mars 2017 meddelade Filmtipsets admin att förhandlingar med intressenter pågick och att webbplatsen tills vidare inte skulle stängas.
Den 12 september 2017 flyttade webbplatsen till Amazon Clouds, vilket inte skulle medföra några förändringar för användarna. Den 9 oktober samma år meddelades att webbplatsen fått en ny ägare, företaget SESN AB. "Sidan kommer i övrigt att fortsätta att drivas med samma syfte" enligt en nyhetsnotis på webbplatsen.
Webbplatsen har därefter dragits med åtskilliga buggar som drabbat användarna. Den 10 juni 2019 gavs information på webbplatsen om planer på att bygga om Filmtipset helt och hållet under sommaren 2019. Enligt ägaren var det en förutsättning för att kunna bli av med buggarna och framtidssäkra webbplatsen. Förändringen skulle medföra avveckling av vissa användarfunktioner.
Den 20 augusti 2019 meddelades via webbplatsen att nya Filmtipset skulle lanseras i början av september. Senare uppdaterades datumet för nypremiären till 15 september. Enligt information på webbplatsen skulle filmdatabasen inklusive kommentarer, recensioner, personbeskrivningar och filmbetyg bli kvar. En nyhet var att webbplatsen anpassades även för smartphone. En annan var en nyutvecklad sökfunktion. Några funktioner skulle avvecklas vid nypremiären, för att eventuellt återkomma i framtiden. Det omfattade funktionen med förväntade sifferbetyg för osedda filmer, personliga filmlistor, viss personlig statistik och API-tjänster. Orsaker som angavs var tids- och kostnadsskäl.
I samband med nylanseringen uppstod nya buggar. Det kunde även konstateras att ytterligare användarfunktioner försvunnit, att filmtipsfunktionen fått ett nytt utseende och att webbplatsens samlade FT-betyg ersatts av ett sifferbetyg med en decimal. Enligt information på webbplatsen kommer vissa funktioner att vara begränsade tills utvecklaren "hinner ikapp med all kod som ska skrivas".
Efter protester från användare har personliga listor kommit tillbaka och en funktion med förväntade sifferbetyg som aktiveras successivt för medlemmarna. Den 22 december 2019 skrev admin på webbplatsen att det är fråga om "user-based collaborative filtering" och att den ska vara snarlik den gamla men byggd från grunden. I början av januari 2020 hade funktionen aktiverats för cirka 10 procent av medlemmarna.

## Statistik
I november 2009 hade Filmtipset drygt 87 600 registrerade användare och databasen innehöll drygt 69 900 filmer och 18,7 miljoner betyg. I juli 2011 hade Filmtipset 103 400 användare, 81 600 filmer och 23 miljoner betyg. I januari 2017 innehöll databasen drygt 120 000 registrerade användare, 112 775 filmer och drygt 29 miljoner betyg. I september 2019 hade Filmtipset 122 000 registrerade användare, 123 500 filmer och 29,8 miljoner betyg.